# Ierland op het Eurovisiesongfestival 1970
Ierland deed mee aan het Eurovisiesongfestival 1970, dat werd gehouden in Amsterdam, Nederland. Het was de zesde Ierse deelname aan het songfestival. Zangeres Dana eindigde op de eerste plaats met het lied All kinds of everything.

## Selectieprocedure
De Ierse inzending werd naar jaarlijkse gewoonte gekozen via de nationale finale die live op tv werd uitgezonden. De finale vond plaats op zondag 1 maart 1970, drie weken later dan oorspronkelijk gepland vanwege een staking door technici. De finale werd uitgezonden door de RTÉ en gehouden in de tv-studio's in Dublin. Presentator van dienst was Brendan O'Reilly.
Het deelnemersveld bestond onder andere uit Dana die tijdens de Ierse nationale finale van 1969 nog tweede werd. Anna McGoldrick die in 1968 ook al op het podium van de Ierse nationale finale stond en het trio Maxi, Dick and Twink.
De winnaar werd gekozen door 10 regionale jury's. Ze kozen voor Dana met het lied All kinds of everything, een lied geschreven en gecomponeerd door Derry Lindsay en Jackie Smith. 

### Uitslag nationale finale
| Positie | Uitvoerende(n)       | Liedtitel                  | Punten |
| ------- | -------------------- | -------------------------- | ------ |
| 1       | Dana Scallon         | All kinds of everything    | 23     |
| 2       | Maxi, Dick and Twink | Things You Hear About Me   | 14     |
| 3       | John McNally         | An Irish Love              | 9      |
| 4       | We 4                 | D'Imigh an Ghrian          | 5      |
| 5       | Tony Kenny           | No Time Like Summertime    | 5      |
| 6       | Tony O'Leary         | She Meant Everything       | 2      |
| 7       | Anna McGoldrick      | Dá Sheolfainn an Domhan    | 2      |
| 8       | Pat & Jean           | Cé'n Fáth Ná Gráíonn Tú Mé | 0      |

## Finale in Amsterdam
Op 21 maart 1970 vond in het RAI Congrescentrum de finale plaats van het Eurovisiesongfestival, met in totaal 12 deelnemende landen. Dana trad als laatste aan, na de Duitse bijdrage. Ierland had zelf geen dirigent afgevaardigd naar dit festival, hierdoor stond het orkest onder leiding van de Nederlandse Dolf van der Linden.
Tijdens de puntentelling had elk land tien juryleden, elk jurylid mocht 1 punt aan zijn favoriete liedje geven. Ierland leek de gehele puntentelling al een favorietenrol toebedeeld en wist deze rol dan ook waar te maken. Met 32 punten zorgde Dana voor de eerste Ierse overwinning in de geschiedenis van het songfestival. België had maar liefst 9 punten voor de Ierse bijdrage over, van de Nederlandse jury ontving het land 5 punten. 

## Foto's

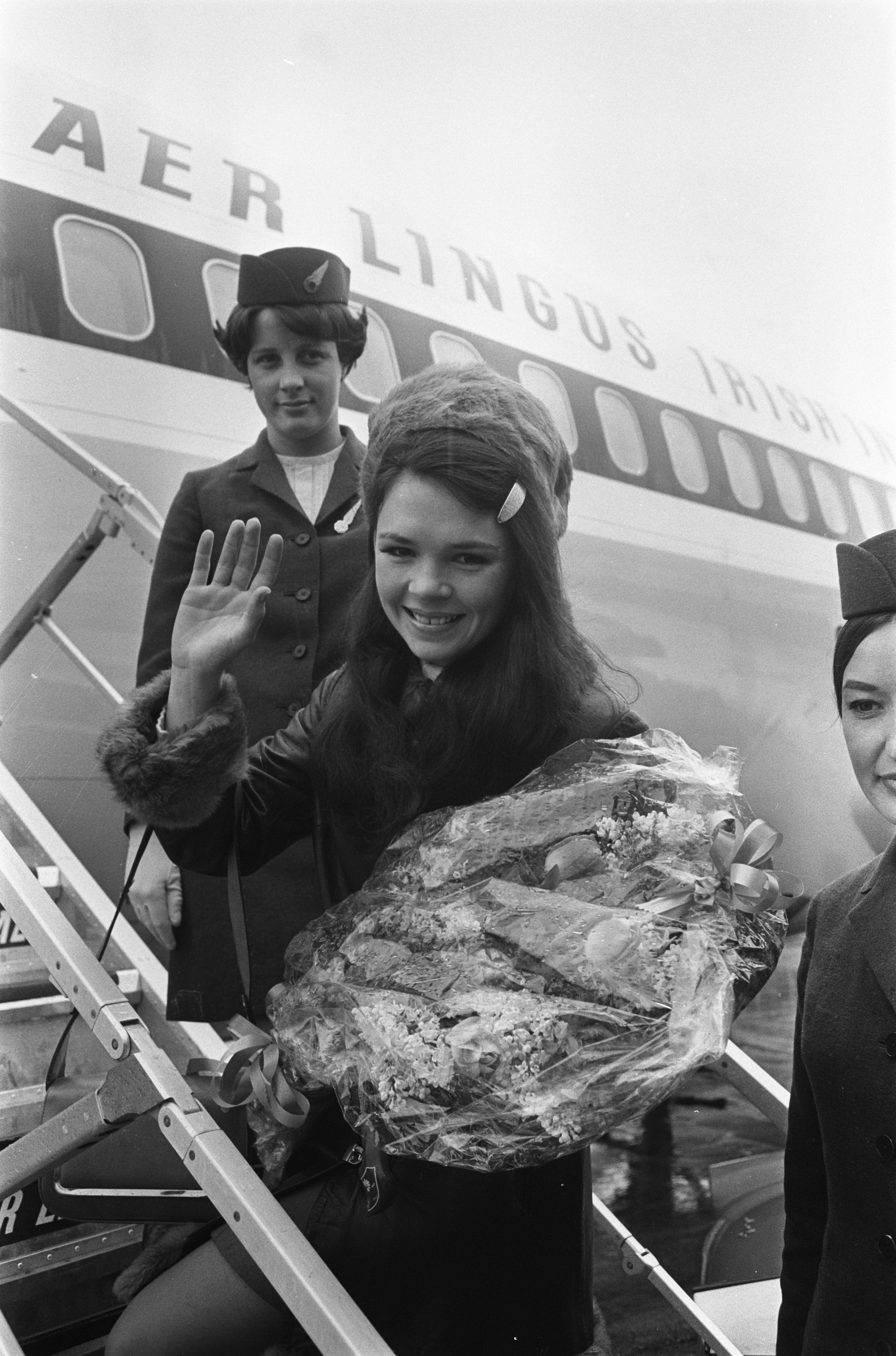
Vertrek naar Schiphol.
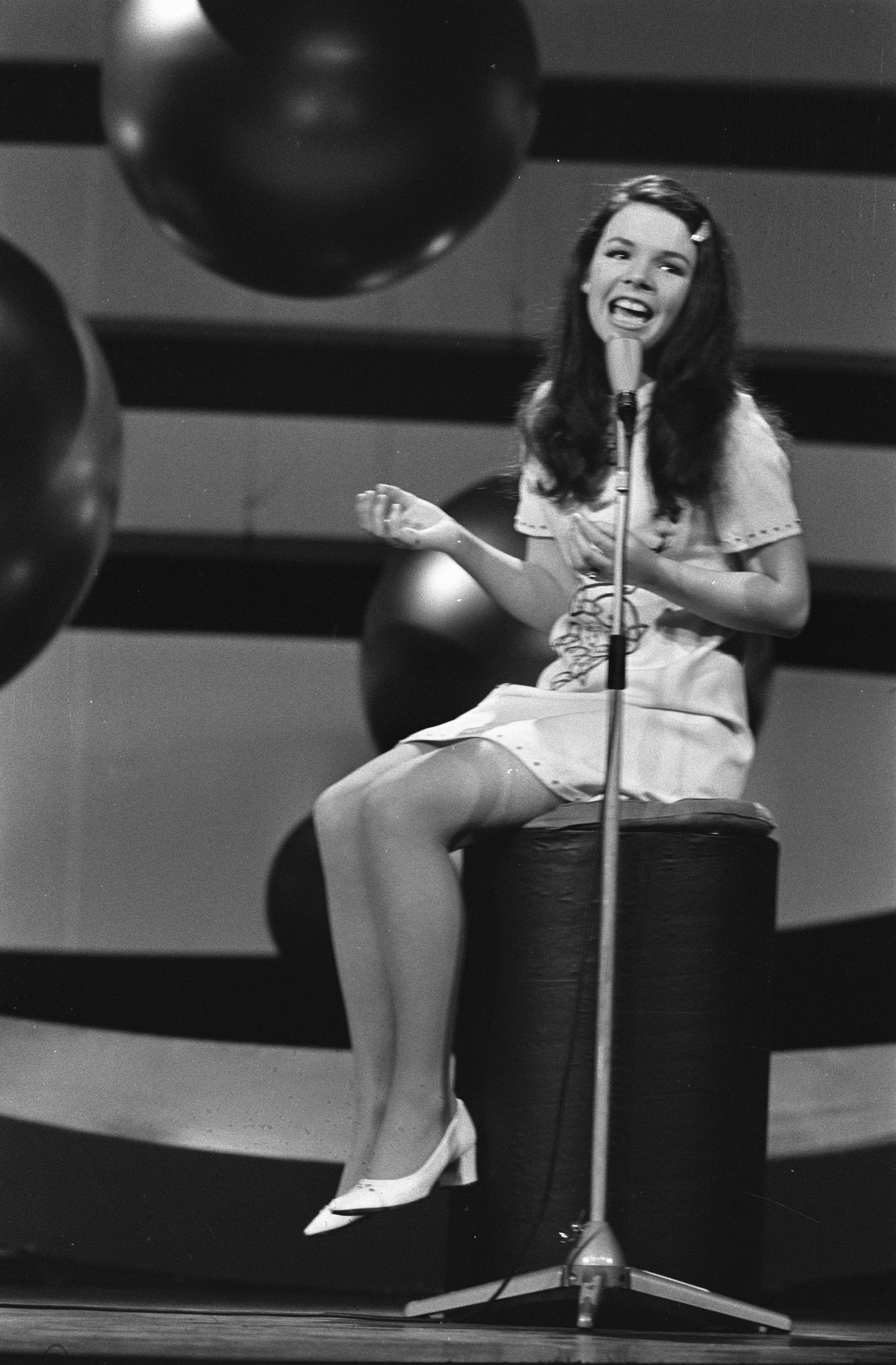
Dana tijdens een repetitie in het Congrescentrum.
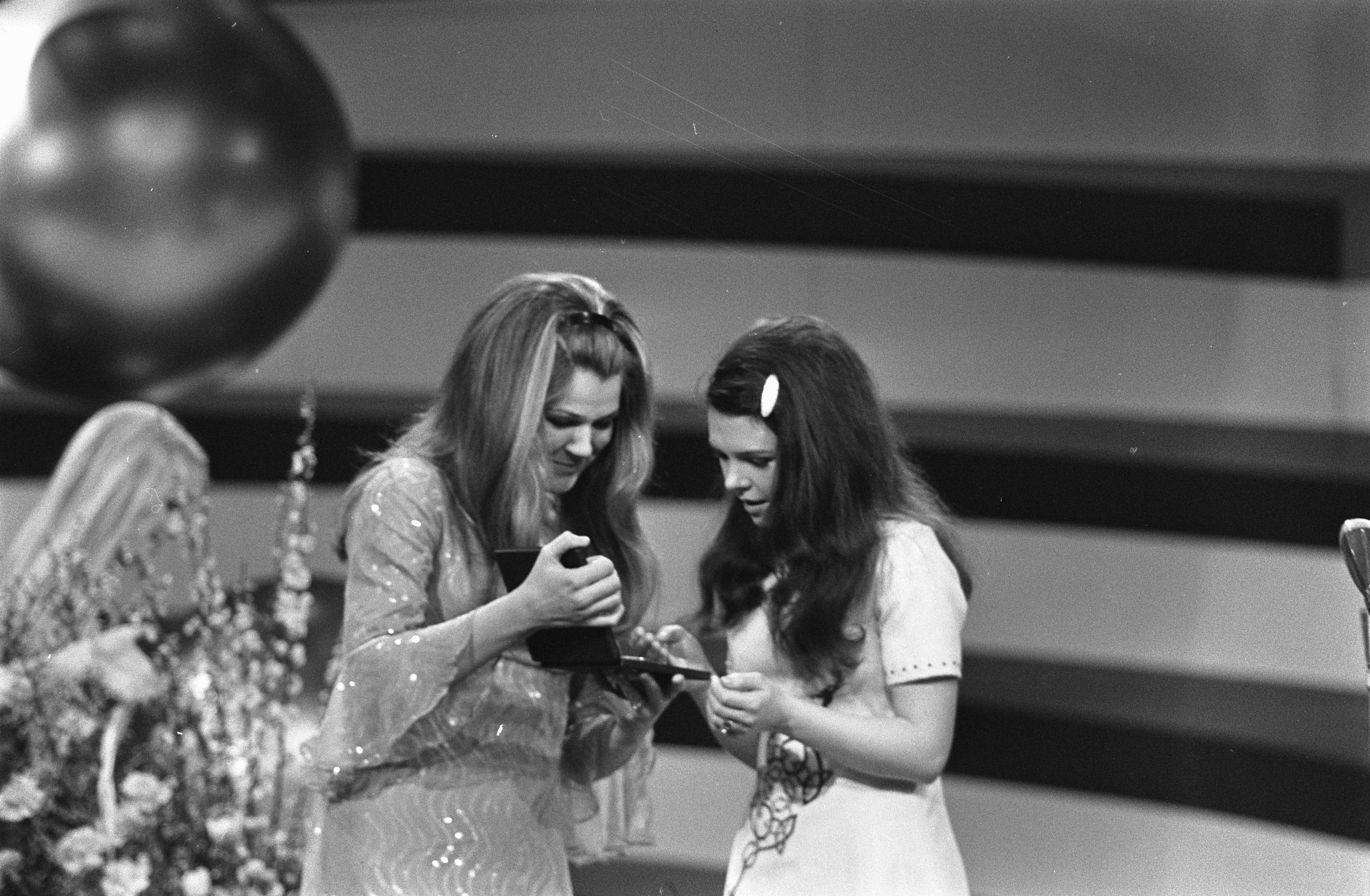
Lenny Kuhr (links) overhandigt winnares Dana de Eurovisie trofee.

1965 · 1966 · 1967 · 1968 · 1969 · 1970 · 1971 · 1972 · 1973 · 1974 · 1975 · 1976 · 1977 · 1978 · 1979 · 1980 · 1981 · 1982 · 1983 · 1984 · 1985 · 1986 · 1987 · 1988 · 1989 · 1990 · 1991 · 1992 · 1993 · 1994 · 1995 · 1996 · 1997 · 1998 · 1999 · 2000 · 2001 · 2002 · 2003 · 2004 · 2005 · 2006 · 2007 · 2008 · 2009 · 2010 · 2011 · 2012 · 2013 · 2014 · 2015 · 2016 · 2017 · 2018 · 2019 · 2020 · 2021 · 2022 · 2023 · 2024 · 2025